# Comunità Montana Valle dell’Aniene
Die Comunità Montana Valle dell'Aniene ist eine Vereinigung von insgesamt 31 Gemeinden in der italienischen Metropolitanstadt Rom. Sie wurde von den in der Regel recht kleinen Gemeinden, die zumindest teilweise in Bergregionen liegen, gebildet um die wirtschaftliche Entwicklung der Region zu stärken und die Abwanderung der Bevölkerung aufzuhalten. Weitere Aufgaben sind die Stärkung des Tourismus, des Naturschutzes und die Erhaltung der ländlichen Kultur.
|  |

Das Gebiet der Comunità Montana umfasst das Tal des Aniene, eines Nebenflusses des Tiber, sowie die umgebenden Bergregionen der Monti Simbruini, der Monti Luucretili, der Monti Ruffi und der Monti Ernici. Ihr Verwaltungssitz ist in Madonna della Pace, einem Ortsteil von Agosta. Die wichtigste Stadt ist Subiaco.
Die Comunità umfasst folgende Gemeinden:
- Affile,
- Agosta,
- Anticoli Corrado,
- Arcinazzo Romano,
- Arsoli,
- Bellegra,
- Camerata Nuova,
- Canterano,
- Cerreto Laziale,
- Cervara di Roma,
- Cineto Romano,
- Gerano,
- Jenne,
- Licenza,
- Mandela,
- Marano Equo,
- Olevano Romano,
- Percile,
- Riofreddo,
- Rocca Canterano,
- Rocca Santo Stefano,
- Roccagiovine,
- Roiate,
- Roviano,
- Sambuci,
- Saracinesco,
- Subiaco,
- Vallepietra,
- Vallinfreda,
- Vicovaro,
- Vivaro Romano